# Синд (провинция Британской Индии)
Провинция Синд — провинция Британской Индии, существовавшая на части современной пакистанской провинции Синд; управлялась губернатором.

## География
На юге и востоке провинция граничила с Бомбейским президентством (территория современных индийских штатов Гуджарат и Раджастхан), на северо-востоке — с туземными княжествами Бахавалпур и Хайрпур, на западе — с ханствами Калат и Лас Бела, на юго-западе провинция омывалась Аравийским морем.

## История
После того, как в 1843 году в битве при Ниами Чарльз Нейпир разбил Талпуров и начал завоевание Синда, эти земли постепенно перешли под власть британской короны. В 1847 году завоевание Синда завершилось, он был присоединён к Бомбейскому президентству, пост губернатора Синда был упразднён, а вместо него введён пост Главного комиссара в Синде.
Акт о правительстве Индии 1935 года внёс изменения в структуру административного деления Британской Индии, одним из которых было выделение Синдхского подразделения Бомбейского президентства в отдельную провинцию Синд.
После раздела Британской Индии в 1947 году провинция оказалась в составе Пакистана. Представители индуистской общины покинули Синд, перебравшись в Индию, а вместо них сюда хлынули перемещённые лица мусульманского вероисповедания со всех концов Индии. Новые жители говорили в основном на языке урду, объявленном официальным языком Пакистана, и новые власти закрыли преподавание на языке синдхи. В связи с тем, что город Карачи стал столицей Пакистана, он был выделен в отдельную административную единицу, а новой столицей провинции стал Хайдарабад.
14 октября 1955 года все прежние административные единицы западной части тогдашнего Пакистана были ликвидированы, а вместо них образована одна гигантская провинция Западный Пакистан.

## Губернаторы Синда

### В составе Британской Индии[1]
- 1 апреля 1936 — 1 августа 1938: сэр Ланселот Грэхэм (1-й срок)
- 1 августа 1938 — 1 декабря 1938: Джозеф Гаррет (и. о.)
- 1 декабря 1938 — 1 апреля 1941: сэр Ланселот Грэхэм (2-й срок)
- 1 апреля 1941 — 15 января 1946: сэр Хью Доу
- 15 января 1946 — 14 августа 1947: сэр Роберт Фрэнсис Мудай

### В состав Пакистана[1]
- 14 августа 1947 — 4 октября 1948: сэр Гулам Хуссейн Хидаятулла
- 4 октября 1948 — 19 ноября 1952: шейх Дин Мухаммад
- 19 ноября 1952 — 1 мая 1953: Миян Аминуддин
- 1 мая 1953 — 12 августа 1953: Джордж Баксандалл Константин
- 12 августа 1953 — 23 июня 1954: Хабиб Ибрагим Рахматулла
- 23 июня 1954 — 14 октября 1955: Ифтихар Хуссейн Хан